# 柳树沟河
柳树沟河，位于中华人民共和国新疆维吾尔自治区塔城地区托里县中部的一条河流，发源于加依尔山东南坡，蜿蜒向东南流，于原牧业小学处流出山口，出山口后流经山前戈壁砾石带，水量沿程衰减、散失，除汛期外，其它时间河道干涸。汛期柳树沟河可出山口向东南流30千米进入乌苏市东北隅甘家湖牧场。出山口以上流域面积1435平方千米，河长119千米，年均径流量3700万立方米。